# Japanska kriptomerija
Japanska kriptomerija (lat. Cryptomeria japonica) monotipski je rod četinjača iz porodice Cupressaceae. Endemska je vrsta u Japanu. Zovu ga japanskim cedrom, iako nije srodan cedru.
To je vrlo veliko crnogorično stablo, može doseći i do 70 m visine i 4 m promjera debla. Ima crveno-smeđu koru, koja se odljupljuje u okomitim trakama. Listovi su raspoređeni spiralno, igličasti su, 0,5-1 cm dugi. Češeri su kuglasti s oko 20-40 ljusaka.
Japanska kriptomerija izgleda slično kao i golemi mamutovac (lat. Sequoiadendron giganteum), od kojeg se razlikuje po dužim iglicama i manjim češerima.
Raste u šumama na dubokim, dobro isušenim tlima. Brzo raste u toplim i vlažnim uvjetima. Ne podnosi siromašna tla i hladnu, suhu klimu.
Japanska kriptomerija je nacionalno stablo Japana, obično se sadi oko hramova i svetišta. Ima mnogo iznimno dojmljivih stabala posađenih prije nekoliko stoljeća.

## Galerija
- Drvored japanske kriptomerije u svetištu Togakushiju u Naganu.
- Japanska kriptomerija kao bonsai.
- Češer
- Plantaža japanske kriptomerije
- Cryptomeria japonica - Museum specimen